# 叶结鱼
叶结鱼（学名：Parator zonatus）为叶结鱼属的唯一物種，是鯉形目鲤科的鱼类，俗名白勾、五涧鲮、红尾勾、九涧鲮，是中国的特有物种。分布于西洋江、西江等，常集群活动于水清流急的河段以及多。该物种的模式产地在柳州。

## 扩展阅读
- 維基物種上的相關：叶结鱼